# Roxy Music

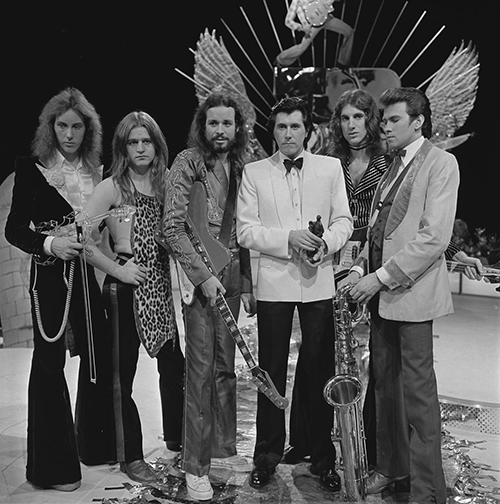
Roxy Music el 1973

Roxy Music és un grup de música rock britànic que es va formar al principi dels anys 70 com a projecte de col·laboració entre Bryan Ferry (veu i teclats) i Brian Eno (especialista de música electrònica). El grup va existir entre el 1971 i el 1975 i entre el 1979 i el 1983 (després del 1973 sense Eno). El 2001 hi va haver una reunió de Roxy Music amb Ferry, Thompson, Phil Manzanera i Andy Mackay. Van fer un tour junts i van actuar el 2005 a Berlín durant Live 8.
Les cançons més conegudes de Roxy Music són Love is the Drug, Jealous Guy i Avalon. El nom del grup va ser parcialment un homenatge als noms d'antics cinemes i sales de ball, i parcialment un joc de paraules amb el mot «rock».
Roxy Music va influir molt en el moviment punk britànic. També va ser el model per la New Wave.

## Àlbums
- Roxy Music (1972)
- For Your Pleasure (1973)
- Stranded (1973)
- Country Life (1974)
- Siren (1975)
- Viva! Roxy Music (1976)
- Manifesto (1979)
- Flesh + Blood (1980)
- Avalon (1982)
- The High Road (1983)
- Heart Still Beating (1990)
- Concert Classics (1998)
- Concerto (2001)
- Live (2003)